# Il campo italiano alla battaglia di Magenta
Il campo italiano alla battaglia di Magenta è un dipinto a olio su tela di Giovanni Fattori, realizzato nel 1862 e conservato alla Galleria d'arte moderna presso palazzo Pitti, a Firenze.

## Storia
Sulla fine del 1859 Fattori decise di partecipare al concorso bandito da Bettino Ricasoli per l'esecuzione di quattro tele raffiguranti i principali episodi militari del Risorgimento: Curtatone, Palestro, San Martino e Magenta. L'artista, in particolare, scelse di raffigurare la battaglia di Magenta, combattuta il 4 giugno 1859, nel corso della seconda guerra d'indipendenza, fra gli Austriaci e i Franco-Piemontesi e che si concluse con la vittoria di questi ultimi. Lo scontro aprì finalmente un varco alle truppe franco-piemontesi per la conquista del territorio lombardo, anche se il tributo di sangue versato fu sconvolgente: tra i centomila soldati che presero parte al combattimento vi furono più di seimila vittime. Fattori presentò quindi i due bozzetti alla commissione giudicatrice, che lo decretò vincitore e gli commissionò l'esecuzione del dipinto.
Fattori realizzò la vastissima tela de Il campo italiano alla battaglia di Magenta (m 2,32 × 3,48) con grande diligenza, portandola a compimento nel 1862. I soldati francesi furono dipinti con grande precisione, anche perché nel 1859 alcune guarnigioni di quella nazione passarono da Firenze. Per conferire maggiore veridicità al dipinto, inoltre, Fattori si recò personalmente nei luoghi del combattimento a Magenta, senz'onere di spesa grazie alla commissione del dipinto.
In una memoria autobiografica così Giovanni Fattori ricordò la genesi di questo dipinto:

## Descrizione
Il dipinto, come già accennato, rappresenta uno degli episodi più noti della seconda guerra d'indipendenza italiana, ovvero la battaglia di Magenta. La scelta rappresentativa del Fattori, però, sposta la visuale su un momento particolare dello scontro: a essere raffigurato, infatti, non è l'aspetto eroico della battaglia, bensì il pur dignitoso ritorno dei soldati feriti sulle retrovie per essere assistiti dalle infermiere. L'opera, priva di intenti celebrativi, privilegia pertanto la dimensione della pietà, con la quale Fattori dimostra all'osservatore le conseguenze dirette, in termini di sofferenze e di distruzioni, che la guerra comporta.
Il gioco dei soggetti è equilibrato da un'aria di apparente tranquillità data dagli ufficiali in primo piano che seguono con attenzione il ritorno dei feriti, sapientemente concertate da una diligenza equipaggiata con due monache infermiere, preposte all'assistenza dei feriti più gravi, adagiati su un carro. Sul selciato del viottolo giacciono inoltre i cadaveri di due soldati. La parte destra è occupata da una serie di truppe schierate che, assistendo da lontano alla funebre processione dei compagni, rendono loro silenzioso omaggio prima di recarsi al fronte. A sinistra, proprio vicino alla diligenza, si trovano invece i soldati feriti che, riuscendo ancora a camminare sulle gambe, ritornano autonomamente alle retrovie seguendo un uomo dalla testa bendata che avanza su un cavallo bianco dal passo stanco. L'unico elemento a denunciare la battaglia è relegato sullo sfondo del dipinto: qui, infatti, troviamo il profilo della martoriata Magenta, dove ancora i fumi dei cannoni fanno intuire che lo scontro è ancora attivo ma sta ormai giungendo al termine. Il cielo, di un azzurro intenso, è appena solcato da qualche nube primaverile, che si apre verso l'infinito, espandendo la prospettiva del dipinto e consentendo nel contempo l'ampliamento degli orizzonti dello spettatore, che già guarda «da fuori» gli eventi.
La composizione, sobria ed equilibrata, si struttura su direttrici orizzontali, le quali suggeriscono una sensazione di staticità, compromessa tuttavia dalla dinamicità di altri elementi (come i cavalli), utili a trasmettere all'osservatore la tensione dello scontro. La profondità del paesaggio è invece resa con l'apposizione degli alberi, gli unici elementi pienamente verticali della tela. Dal punto di vista stilistico il quadro non può dirsi ancora pienamente macchiaiolo: seppur il colore sia già applicato sulla tela con estese campiture orizzontali, i volumi e le lontananze non sono resi con la macchia, bensì con il chiaroscuro tradizionale. Si tratta, insomma, di uno stile che fonde armoniosamente le regole accademiche con la nascente arte macchiaiola.